# Lonely Castle in the Mirror
Kagami no Kojō (jap. かがみの孤城) ist ein japanischer Roman von Mizuki Tsujimura, der 2017 veröffentlicht wurde. Er wurde als Anime-Film und als Manga adaptiert, letzterer erschien international als Lonely Castle in the Mirror. Die Geschichte erzählt von einer Gruppe Jugendlicher, die durch Spiegel in ein fantastisches Schloss eintreten, in dem sie auf die Suche nach einem Raum gehen und sich gegenseitig kennenlernen.

## Inhalt
Das Mädchen Kokoro Anzai lebt in einer ruhigen Gegend Tokios. Doch sie traut sich nicht mehr in ihre Schule, weil sie dort gemobbt wurde. Eines Abends sehen sie und sechs andere Jugendliche ihre Spiegel aufleuchten. Bei der Berührung zieht sie ein maskiertes Mädchen in ein wundersames Schloss. Ihr wird vom Mädchen die Erfüllung eines Wunsches versprochen, doch Kokoro hat Angst und geht zurück. Am Tag darauf fasst sie Mut und geht erneut durch den Spiegel. Ihr und den anderen sechs erzählt das Mädchen, dass sie eine Reihe von Hinweisen zum Schlüssel für einen verborgenen Raum führt, in dem einem von ihnen ein Wunsch erfüllt werden soll. Doch wenn sie das Schloss nicht vor fünf Uhr abends verlassen, werden alle getötet. Kokoro geht daraufhin tagelang nicht mehr in das Schloss, bis sie sich schließlich wieder traut. Sie findet die anderen dort wieder, die es aber als Rückzugsort zum Spielen verwenden und nicht, um nach dem Schlüssel zu suchen. Sie beginnen, ihre Geschichten miteinander zu teilen und stellen fest, dass niemand von ihnen zur Schule geht. Sie fassen langsam Vertrauen zueinander, müssen aber auch Konflikte austragen.

## Veröffentlichung und Adaptionen
Der Roman erschien am 11. Mai 2017 in Japan bei Poplar Publishing. Im Juni 2019 startete im Magazin Ultra Jump beim Verlag Shūeisha eine Adaption als Manga von Tomo Taketomi. Die Serie wurde im Februar 2022 abgeschlossen und erschien auch in fünf Sammelbänden. Eine deutsche Übersetzung von Anne Klink wurde von Oktober 2023 bis März 2024 vollständig unter dem Label Hayabusa vom Carlsen Verlag veröffentlicht. Auf Englisch wird der Manga von Seven Seas Entertainment herausgegeben, auf Französisch von nobi nobi! und auf Koreanisch von Haksan Publishing.
Beim Studio A-1 Pictures entstand eine Adaption des Romans als Anime-Film. Das Drehbuch von Miho Maruo wurde unter der Regie von Keiichi Hara umgesetzt. Das Charakterdesign entwarf Keigo Sasaki und die künstlerische Leitung lag bei Hiromichi Itō. Für die Kameraführung waren Toshiaki Aoshima und Yohei Miyawaki verantwortlich, für den Schnitt Shigeru Nishiyama und die Produzenten waren Hirotaka Aragaki und Kei Kushiyama. Die Musik komponierte Harumi Fuuki und das Abspannlied ist merry-go-round von Yuuri.
Erstmals angekündigt wurde der Anime im Februar 2022. Der Film kam schließlich am 23. Dezember 2022 in die japanischen Kinos. 2023 folgten Festivalaufführungen beim International Film Festival Rotterdam und beim Sitges Film Festival in Spanien. Es entstanden Synchronfassungen auf Englisch, Spanisch und Französisch und der Anime wurde in Hongkong, den USA, den Philippinen und Vietnam im Kino gezeigt.
Eine Deutsche Fassung wird ab dem 9. Juni 2024 im Kino gezeigt.
| Rolle           | Japanische Sprecher (Seiyū) | Deutscher Sprecher |
| --------------- | --------------------------- | ------------------ |
| Kokoro          | Ami Tōma                    | Anni C. Salander   |
| Aki             | Sakura Kiryū                | Nicole Hise        |
| Rion            | Takumi Kitamura             | Ferdi Ötzen        |
| Subaru          | Rihito Itagaki              | Benedikt Hahn      |
| Fūka            | Naho Yokomizo               | Rieke Werner       |
| Masamune        | Minami Takayama             | Tobias Müller      |
| Ureshino        | Yūki Kaji                   | Felix Mayer        |
| Ōkami-sama      | Mana Ashida                 | Amira Leisner      |
| Kitajima-sensei | Aoi Miyazaki                | Doreaux Zwetkow    |
| Kokoros Mutter  | Kumiko Asō                  | Silke Linderhaus   |